# Písty

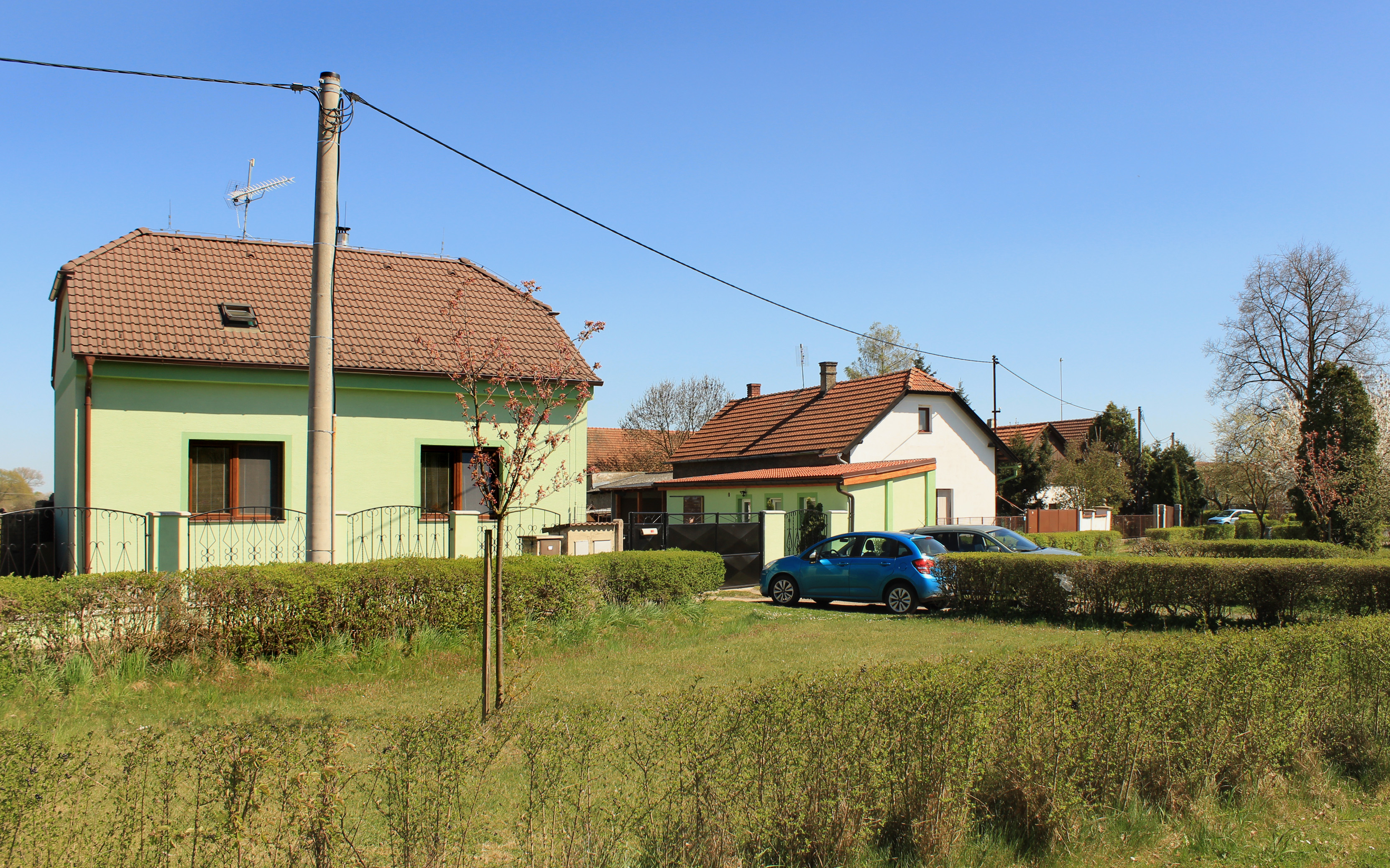
Dorfplatz

Písty (deutsch Pist) ist eine Gemeinde in Tschechien. Sie liegt vier Kilometer südwestlich von Nymburk und gehört zum Okres Nymburk.

## Geographie
Písty befindet sich am linken Ufer der Výrovka unmittelbar vor deren Einmündung in die Elbe. Westlich dehnt sich der Wald Bory aus, in dem ein zum See ausgebaggerter alter Elbmäander liegt.
Nachbarorte sind Komárno im Norden, Drahelice und Zálabí im Nordosten, Lada, Kovanice und Kopaník im Osten, Hořátev im Südosten, Zvěřínek im Süden, Sadská im Südwesten, Hradištko im Westen sowie Doubrava und Kostomlátky im Nordwesten.

## Geschichte
Die erste schriftliche Erwähnung von Písty erfolgte im Jahre 1338. 1345 wurde es im Zuge der Erhebung der Krongüter in Poděbrady zur Herrschaft als einer des zugehörigen Dörfer genannt. Während der Hussitenkriege hielten die Truppen von Jan Žižka und Andreas Prokop den Ort als militärisches Hinterland besetzt. 1525 erfolgte durch Friedrich von Dohna der Verkauf des Dorfes an die Stadt Nymburk. Wegen Beteiligung am antihabsburgischen Aufstand wurden die Güter von Nymburk 1547 konfisziert. Ferdinand I. gab Písty der Herrschaft Poděbrady zurück. Nachdem der Rat zu Nymburk vergeblich versucht hatte, das Dorf wieder zu erlangen, brach 1538 ein langwieriger Streit mit der Herrschaft Poděbrady um die Dörfer Písty, Hořátev und Zvěřínek sowie den Komárno-Wald aus. 1595 wurde die Heiliggeist-Kirche in Písty erbaut.
Während des Dreißigjährigen Krieges fielen 1631 und 1634 kursächsische und 1643 schwedische und kaiserliche Truppen in Písty ein und verwüsteten den Ort. Im Siebenjährigen Krieg zogen die Preußen von Sadská nach Nymburk und brannten dabei Hořátev nieder und plünderten Kovanice.
1786 wurde die Kirche abgerissen und stattdessen im Haus Nr. 1 ein evangelisches Bethaus eingerichtet. Nach der Aufhebung der Patrimonialherrschaften bildete Pisty ab 1850 eine Gemeinde im Bezirk Poděbrady. Im Deutschen Krieg setzten die Preußen 1866 wiederum bei Písty über die Elbe und lagerten hier. Im Dorf wurden 597 Mann, 175 Pferde und 27 Offiziere einquartiert.
1925 bestand das Dorf aus 81 Häusern und hatte 316 Einwohner. Durch den Bau der Schleuse bei Kostomlátky und die Begradigung des Elbe wurde 1933 der Mäander von Písty abgeworfen und das Flussbad aufgegeben. 1936 erhielt die Výrovka, die bis dahin in das Elbknie von Písty floss, ein neues Bett und ihre Mündung wurde flussabwärts unter die Schleuse von Kostomlátky verlegt. Seit 1949 gehört die Gemeinde zum Okres Nymburk.

## Gemeindegliederung
Für die Gemeinde Písty sind keine Ortsteile ausgewiesen.

## Sehenswürdigkeiten
- Düne bei Písty (Písečný přesyp u Píst), Naturdenkmal
- Kapelle, erbaut 1868
- Winterlinde von Písty, Baumdenkmal